# O.K. Funky God
Singles par Ami Suzuki
Like a Love?
(2006) Peace Otodoke!!
(2007)
O.K. Funky God est un single sorti en 2007, attribué à Ami Suzuki joins Buffalo Daughter (鈴木亜美 joins Buffalo Daughter), collaboration ponctuelle entre la chanteuse Ami Suzuki et le groupe de rock japonais Buffalo Daughter.

## Présentation
Le single sort le 28 février 2007 sous le label Avex Trax, produit par Max Matsuura, coécrit par la chanteuse et le groupe. Il atteint la 47e place du classement de l'Oricon, et reste classé pendant 2 semaines, pour un total de 3 699 exemplaires vendus durant cette période ; c'est l'une des plus faibles ventes d'un disque avec la chanteuse, le premier en dessous du seuil des 10 000 exemplaires vendus. Il ne sort pas également au format « CD+DVD » habituel. 
C'est le premier d'une série de cinq singles collaboratifs de la chanteuse avec divers artistes. Les trois premiers sortiront à une semaine d'intervalle, produits à 13 000 exemplaires, avec une pochette similaire ne représentant pas les artistes, et leurs chansons-titres figureront sur l'album de Ami Suzuki Connetta qui sort une semaine après le dernier d'entre eux. Les deux autres singles sortiront plus tard dans l'année.
La chanson-titre du single O.K. Funky God a été utilisée comme thème musical de l'émission télévisée Sakigake! Ongaku Banzuke de Fuji TV. Le single contient aussi une version remixée de la chanson-titre, et la première partie d'une histoire racontée par Ami Suzuki et l'acteur Hiroyuki Onoue à suivre sur les deux singles suivant.

## Liste des titres
| 1. | O.K. Funky God                           | Ami Suzuki & Buffalo Daughter | Buffalo Daughter               | 3:55 |
| 2. | O.K. Funky God "God make Dub"            | Ami Suzuki & Buffalo Daughter | Buffalo Daughter / Remix : ZAK | 3:51 |
| 3. | Narration Drama「join」#1 ~7days before~ | Kazuya Shiraishi              | (narration)                    | 6:07 |